# Жёлудьково
Жёлудьково (укр. Жолудькове) — посёлок в Маньковском районе Черкасской области Украины.
Население по переписи 2001 года составляло 50 человек. Почтовый индекс — 20100. Телефонный код — 4748.

## Местный совет
20100, Черкасская обл., Маньковский р-н, пос. Маньковка, ул. Шевченка, 9